# Сан Лацаро ди Савена (Беневенто)
Сан Лацаро ди Савена је насеље у Италији у округу Беневенто, региону Кампанија.
Према процени из 2011. у насељу је живело 74 становника. Насеље се налази на надморској висини од 632 м.